# Cilunculus pedatus
Cilunculus pedatus là một loài nhện biển trong họ Ammotheidae. Loài này thuộc chi Cilunculus. Cilunculus pedatus được miêu tả khoa học năm 1991 bởi Stock.